# Hematológia
A hematológia vagy vértan (a görög haima "vér" és a logosz "tudomány" szavakból) az orvostudománynak a vér, illetve vérképző- és nyirokszervek betegségeivel foglalkozó belgyógyászati ága. Tárgykörébe elsősorban a véralvadási zavarok, a vérszegénység, illetve a daganatos vérképzőszervi megbetegedések (leukémiák, limfómák) tartoznak. Ezek etiológiájával (ok-okozati összefüggésével), diagnosztikájával (kórismézésével), terápiájával (kezelésével) és prevenciójával (megelőzésével) a   hematológus  szakorvos foglalkozik. A hematológusok fő vizsgálati lehetőségei közé tartozik a vérkenetek készítése és mikroszkópos értékelése, alvadási tesztek végzése, illetve a betegből történő mintavétel részletes patológiai feldolgozásra. A malignus (rosszindulatú) hematológiai betegségek patológiai diagnosztikája ezen a téren jártas hematopatológus feladata.
Magyarországon a hatályos jogszabályok alapján a hematológia ún. szakorvosi alap szakképesítés, a laboratóriumi hematológia és immunológia pedig ún. szakorvosi ráépített szakképzés. A részleteket az emberi erőforrások miniszterének 22/2012. rendelete szabályozza.

## Leggyakoribb hematológiai kórképek

### Véralvadási zavarok
A véralvadás alapvetően kétféleképpen károsodhat. Fokozott véralvadás esetén a vér az érpályán belül is megalvadhat, a képződő vérrög (trombus) elzárhatja az ér lumenét (trombózis), vagy a vérkeringéssel elsodródva más, távoli ereket is elzárhat (embólia). Csökkent véralvadás fokozott vérzékenységhez vezethet, ami esetleg csak traumák hatására fellépő erősebb vérzésben nyilvánul meg, de súlyosabb esetekben lehetnek spontán (be)vérzések is. Mind a fokozott, mind a csökkent véralvadás hátterében állhatnak veleszületett, örökletes tényezők, de lehetnek szerzettek is (pl. véralvadásgátló gyógyszerek hatásaként, májelégtelenség következményeként stb.)
| Fokozott vérzékenységgel járó főbb állapotok        | Fokozott vérzékenységgel járó főbb állapotok                                  | Fokozott vérzékenységgel járó főbb állapotok                       | Fokozott vérzékenységgel járó főbb állapotok                       |
| Koagulopátiák                                       | Koagulopátiák                                                                 | Koagulopátiák                                                      | Koagulopátiák                                                      |
| Veleszületett                                       | Veleszületett                                                                 | Szerzett                                                           | Szerzett                                                           |
| --------------------------------------------------- | ----------------------------------------------------------------------------- | ------------------------------------------------------------------ | ------------------------------------------------------------------ |
| Hemofília A                                         | Hemofília A                                                                   | K-vitamin-hiány                                                    | K-vitamin-hiány                                                    |
| Hemofília B                                         | Hemofília B                                                                   | májelégtelenség                                                    | májelégtelenség                                                    |
| Hemofília C                                         | Hemofília C                                                                   | disszeminált intravaszkuláris koaguláció (DIC)                     | disszeminált intravaszkuláris koaguláció (DIC)                     |
| von Willebrand-betegség                             | von Willebrand-betegség                                                       | alvadásgátló gyógyszerek (pl.warfarin, acenokumarol, heparin stb.) | alvadásgátló gyógyszerek (pl.warfarin, acenokumarol, heparin stb.) |
| Vaszkulopátiák                                      |                                                                               |                                                                    |                                                                    |
| Veleszületett                                       | Veleszületett                                                                 | Szerzett                                                           | Szerzett                                                           |
| Osler-Weber-Rendu szindróma                         | Osler-Weber-Rendu szindróma                                                   | C-vitamin-hiány (Skorbut)                                          | C-vitamin-hiány (Skorbut)                                          |
| Vérlemezkék számbeli és/vagy funkcionális eltérései |                                                                               |                                                                    |                                                                    |
| Trombocitopéniák                                    | Trombocitopéniák                                                              | Trombocitopátiák                                                   | Trombocitopátiák                                                   |
| Veleszületett                                       | Szerzett                                                                      | Veleszületett                                                      | Szerzett                                                           |
| Fanconi-anémia                                      | fokozott felhasználás/pusztulás (DIC, ITP, TTP, HUS)                          | Bernard-Soulier szindróma                                          | trombocita-aggregációt gátló gyógyszerek (pl. aszpirin)            |
| Wiskott-Aldrich szindróma                           | csökkent képzés (pl. besugárzás, gyógyszer-mellékhatás, leukémia, fertőzések) | Glanzmann-trombaszténia                                            | urémia                                                             |

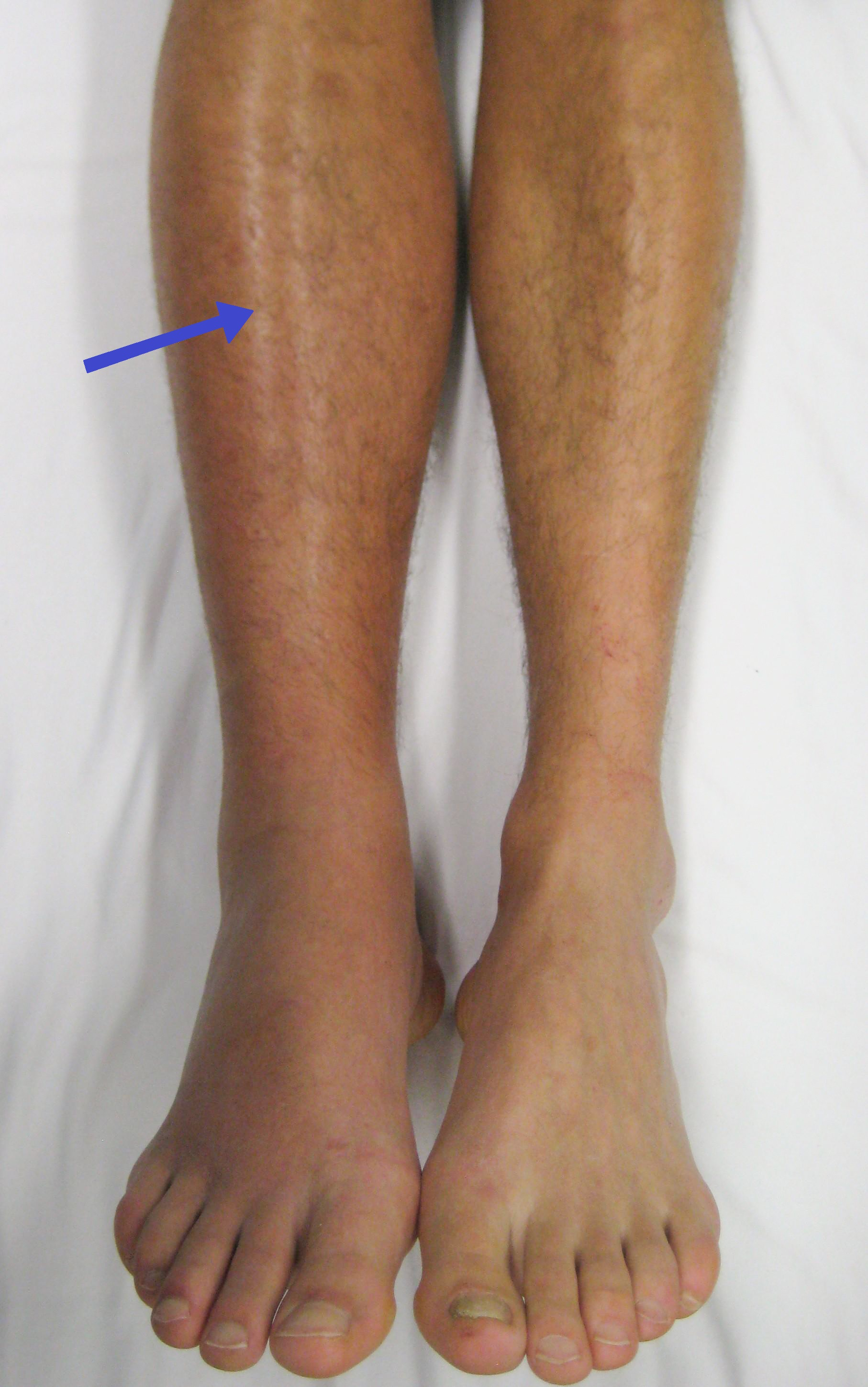
A jobb alsó végtag mélyvénás trombózisa, a lábszár duzzadt, vöröses(nyíl)

Trombózis alatt az érpályán belül képződött vérrögöt értjük, ami zavart okozhat az érintett szerv vérellátásában, ezáltal a működésében is. Rudolf Virchow német patológus három fő hajlamosító tényezőt nevezett meg a trombózisok kialakulása szempontjából (Virchow-triász): hiperkoagulabilitás (fokozott alvadás), az ér endotél sérülése (pl. gyulladás, toxinok stb.), valamint a véráramlás megváltozása (pl. turbulencia, pangás).
Megkülönböztetünk artériás és vénás trombózist, aszerint, hogy milyen érben alakul ki a vérrög. Artériás trombózis illetve embólia áll a szívinfarktusok és a gutaütések többségének hátterében, de természetesen más erek is érintettek lehetnek. Artériás embóliánál a vérrög forrása rendszerint a szív. Erre leginkább szívritmuszavarok (pl. pitvarfibrilláció), a szíven keletkezett kiboltosulások (aneurizmák), fertőzések (pl. endokarditisz) hajlamosítanak.

Vénás trombózis leggyakrabban az alsó végtag mély vénáiban alakul ki (MVT, mélyvénás trombózis). A végtag megduzzad, meleg tapintatú, fájdalmas, az artériás pulzus rendszerint tapintható. Fő veszélye, hogy a keletkezett vérrög továbbsodródik a keringéssel és a tüdő artériákban elakadva tüdőembóliát okoz (PE, pulmonális embólia). Ismétlődő alsó végtagi trombózisok később krónikus vénás keringési elégtelenséget okozhatnak az érintett végtagon.
| Vénás trombózis kialakulására hajlamosító állapotok | Vénás trombózis kialakulására hajlamosító állapotok | Vénás trombózis kialakulására hajlamosító állapotok | Vénás trombózis kialakulására hajlamosító állapotok |
| Veleszületett trombofíliák                          | Veleszületett trombofíliák                          | Szerzett hajlamosító tényezők                       | Szerzett hajlamosító tényezők                       |
| --------------------------------------------------- | --------------------------------------------------- | --------------------------------------------------- | --------------------------------------------------- |
| Leiden-mutáció                                      | Leiden-mutáció                                      | immobilizáció                                       | immobilizáció                                       |
| antitrombin III deficiencia                         | antitrombin III deficiencia                         | trauma, műtéti beavatkozások                        | trauma, műtéti beavatkozások                        |
| protein C deficiencia                               | protein C deficiencia                               | malignus betegségek                                 | malignus betegségek                                 |
| protein S deficiencia                               | protein S deficiencia                               | antifoszfolipid-szindróma                           | antifoszfolipid-szindróma                           |
| protrombin G20210A mutáció                          | protrombin G20210A mutáció                          | orális fogamzásgátló tabletták                      | orális fogamzásgátló tabletták                      |
| diszfibrinogénémia                                  | diszfibrinogénémia                                  | magas életkor, elhízás (obezitás)                   | magas életkor, elhízás (obezitás)                   |

### Anémiák
Anémiának vagy vérszegénységnek nevezzük azt az állapotot, amikor a vér hemoglobin koncentrációja az élettani határérték alá csökken (a WHO definíciója alapján ez férfiaknál 130 g/l, nőknél 120 g/l). A hemoglobin koncentráció csökkenése gyakran, de nem mindig jár együtt a vörösvérsejtszám csökkenésével. Az alacsony hemoglobinszint következtében csökken a vér oxigénszállító kapacitása, ami a vérszegénység klasszikus tüneteihez vezet (pl. fáradtság, gyengeség, sápadtság, nehézlégzés, gyorsult szívverés, vagy szívdobogásérzés, azaz palpitáció). A vérszegénység maga is tünet, nem pedig betegség, hátterében számos különböző ok állhat.

### Daganatos betegségek
A vérképző- és nyirokrendszer daganatos megbetegedései elsősorban a vért, csontvelőt és a nyirokcsomókat érintik, de gyakorlatilag szinte bárhol előfordulhatnak a szervezetben. Leukémiáról beszélünk, ha a daganatsejtek a csontvelőt beszűrik, és tömegesen megjelennek a vérben. Limfómának a limfocita-eredetű, szolid tumorokat nevezik, de természetesen limfómák járhatnak leukémiás vérképpel is. Meglehetősen sok hematológiai neoplázia ismert, ezek elkülönítése sokszor csak részletes hematopatológiai vizsgálatokkal lehetséges.

Felnőttkorban más szervek daganatos megbetegedéseihez képest viszonylag ritkák (az összes rákos megbetegedés kb. 7-8%-a), a gyerekkori tumoroknak azonban kb. 25%-át ezek teszik ki.

A hematológiai daganatok viselkedése igen változatos, vannak közöttük olyan betegségek, melyek a legkorszerűbb és leghatásosabb kezelés mellett is rövid időn belül halálosak, és akad olyan is (pl. CLL), aminél kezelésmentesen is akár több évtizedig élhetnek a betegek. Más tumorokkal ellentétben, a hematológiai neopláziák kezelésében a sebészi megoldások csak elvétve jönnek számításba, ezeket a betegségeket rendszerint gyógyszeresen (kemoterápia) vagy esetenként besugárzással kezelik. Számos betegség esetén szükség lehet csontvelő átültetésre is.

Az Egészségügyi Világszervezet (WHO) rendszerezte a vérképző- és nyirokrendszeri daganatokat. A táblázatok a WHO-osztályozás 2008-as módosításai alapján sorolják fel a főbb betegségeket, a teljesség igénye nélkül.

#### Mieloid daganatok
| MIELOID BETEGSÉGEK |
| Mieloproliferatív neopláziák (MPN) |
| --- |
| Krónikus mieloid leukémia (CML) |
| Krónikus neutrofil leukémia (CNL) |
| Krónikus eozinofil leukémia (CEL) |
| Policitémia vera (PCV) |
| Esszenciális trombaszténia (ET) |
| Primer mielofibrózis (PMF) |
| Mielodiszpláziás/mieloproliferatív neopláziák (MDS/MPN) |
| Krónikus mielomonocitás leukémia (CMML) |
| Mielodiszpláziás szindrómák (MDS) |
| Egy sejtvonalat érintő refrakter citopénia: - Refrakter anémia (RA) - Refrakter neutropénia (RN) - Refrakter trombocitopénia (RT) |
| Refrakter anémia gyűrű szideroblasztokkal (RARS) |
| Refrakter citopénia több sejtvonalat érintő diszpláziával (RCMD) |
| Refrakter anémia blaszt szaporulattal (RAEB): - RAEB-1: csontvelőben 5-9% blaszt - RAEB-2: csontvelőben 10-19% blaszt |
| Mielodiszpláziás szindróma izolált 5q delécióval |
| Nem osztályozható mielodiszpláziás szindróma (MDS-U) |
| Akut mieloid leukémia (AML) és kapcsolódó betegségek |
| Akut mieloid leukémia ismert citogenetikai eltérésekkel: - AML t(8;21)(q22;q22) AML-1/ETO vagy RUNX1/RUNX1T1 transzlokáció - AML inv(16)(p13;q22) CBFβ/MYH11 transzlokáció - AML t(15;17)(q22;q12) PML/RARα transzlokáció - AML t(9;11)(p22;q23) MLLT3/MLL transzlokáció |
| Mielodiszpláziás jelenségeket mutató akut mieloid leukémia |
| Előzetes terápiát követően kialakult akut mieloid leukémia |
| Egyéb módon nem osztályozható akut mieloid leukémia |
| Mieloid szarkóma |

#### Limfoid daganatok
| LIMFOID BETEGSÉGEK |
| Akut limfoblasztos leukémia/limfóma (ALL) |
| --- |
| Pre-B akut limfoblasztos leukémia/limfóma: - ALL t(9;22)(q34;q11.2) BCR/ABL transzlokáció (Philadelphia-kromoszóma) - ALL t(v;11q23) MLL átrendeződéssel - ALL t(1;19)(q23;p13.3) TCF3/PBX1 vagy E2A/PBX1 transzlokáció - ALL t(12;21)(p13;q22) ETV6/RUNX1 vagy TEL/AML1 transzlokáció |
| Pre-T akut limfoblasztos leukémia/limfóma |
| Érett B-sejtes neopláziák |
| Krónikus limfocitás leukémia (CLL), kis limfocitás limfóma (SLL) |
| B-sejtes prolimfocitás limfóma (B-PLL) |
| Lép marginális zóna limfóma (sMZL) |
| Hajas sejtes leukémia |
| Limfoplazmocitás limfóma |
| Nehézlánc betegségek |
| Plazmasejtes mielóma |
| Mukóza asszociált extranodális marginális zóna limfóma (MALT-limfóma) |
| Nodális marginális zóna limfóma (nMZL) |
| Follikuláris limfóma |
| Köpenysejtes limfóma (MCL) |
| Diffúz nagy B-sejtes limfóma |
| Limfomatoid granulomatózis |
| Burkitt-limfóma |
| Érett T- és NK-sejtes neopláziák |
| T-sejtes prolimfocitás limfóma (T-PLL) |
| Agresszív NK-sejtes leukémia |
| Felnőttkori T-sejtes leukémia/limfóma |
| Extranodális T/NK-sejtes limfóma, nazális típus |
| Enteropátia asszociált T-sejtes limfóma |
| Hepatoszplenikus T-sejtes limfóma |
| Mycosis fungoides |
| Sézary szindróma |
| Primer kután CD30 pozitív T-sejtes limfoproliferatív betegség |
| Perifériás T-sejtes limfóma (egyéb módon nem meghatározható) |
| Anaplasztikus nagy sejtes limfóma (ALK pozitív) |
| Anaplasztikus nagy sejtes limfóma (ALK negatív) |
| Hodgkin-limfóma |
| Noduláris limfocita predomináns Hodgkin-limfóma |
| Klasszikus Hodgkin-limfóma: - Limfocita depléciós klasszikus Hodgkin-limfóma - Kevert sejtes klasszikus Hodgkin-limfóma - Limfocita gazdag klasszikus Hodgkin-limfóma - Noduláris szklerózis klasszikus Hodgkin-limfóma                                                                |

#### Hisztiocitás és dendritikus sejtes daganatok
| HISZTIOCITÁS ÉS DENDRITIKUS SEJTES NEOPLÁZIÁK |
| --------------------------------------------- |
| Hisztiocitás szarkóma                         |
| Langerhans-sejtes szarkóma                    |
| Interdigitáló dendritikus sejtes szarkóma     |
| Follikuláris dendritikus sejtes szarkóma      |

## Külső linkek
- A Magyar Hematológiai és Transzfúziológiai Társaság honlapja
- A Magyar Onkohematológiai Betegekért Alapítvány hivatalos honlapja
- Hematologia.lap.hu